# Fernsehturm Miskolc-Avas
Der Fernsehturm Miskolc-Avas ist ein 1966 errichteter 72 Meter hoher Fernsehturm auf dem Avas-Berg bei Miskolc in Ungarn. Der von den Architekten Miklós Hófer und György Vörös entworfene Fernsehturm verfügt über eine Freiluft-Aussichtsplattform.

## Geschichte
Auf dem Standort des heutigen Fernsehturms wurde 1906 ein hölzerner, temporärer Aussichtsturm zu Ehren von Franz II. Rákóczi errichtet, dessen Überreste man vom heutigen Košice nach Miskolc überführte. Der Turm wurde mit einer Flagge und anderen Abzeichen von Rákóczi geschmückt. Den ersten dauerhaft angelegten Aussichtsturm errichtete 1934 Bálint Szeghalmy, der den Namen von Rákóczi trug. Nach einem Brand wurde der Turm 1943 beschädigt und während des Ungarischen Volksaufstandes vollständig zerstört.
Ende der 1950er Jahre machten sendetechnische Erfordernisse es notwendig, den Bau einer Sendeanlage zu planen. Die drei Jahre dauernden Bauarbeiten begannen am 20. August 1963.

## Beschreibung
Der 72 Meter hohe Fernsehturm Miskolc-Avas besteht aus einer vom Fuß bis zur Spitze sich verjüngenden Betonnadel, die im unteren Bereich über zwei Kanzeln verfügt. Die untere Kanzel auf 9 Metern ist eine Freiluft-Aussichtsplattform, die über zwei gerade Treppenaufgänge erreichbar ist. Die Treppen sind aus massivem Beton gefertigt und wirken wie zusätzliche Stützpfeiler. Darüber befindet sich ein eingeschossiger, geschlossener Turmkorb auf 14 Meter Höhe. Er ist über die Freiluftplattform über eine Wendeltreppe zu erreichen. Beide Plattformen weisen eine sechseckige Grundfläche auf und kragen vom vertikalen Schaft 13,8 Meter heraus. Der Turmkorb ist für die Öffentlichkeit geöffnet und mit einer Bar ausgestattet.